# Acrosoma
En els espermatozous de molts animals, l'acrosoma és una vesícula que es desenvolupa en la meitat anterior del cap de l'espermatozoide en posició apical dins el qual s'emmagatzemen enzims hidrolítics amb la funció permetre la penetració de l'espermatozoide dins l'òvul, procés que rep el nom de reacció de l'acrosoma o reacció acrosòmica.
Està limitat per la membrana acrosomal externa (adossada a la membrana cel·lular) i per la membrana acrosomal interna (adossada a la membrana nuclear).
L'acrosoma es forma durant el procés de l'espermatogènesi, a partir de la fusió de vesícules provinents de l'aparell de Golgi, orgànul on se sintetitzen els enzims presents a l'acrosoma. En els mamífers euterins l'acrosoma conté enzims digestius (com la hialuronidasa o l'acrosina). La funció d'aquests enzims és la de debilitar i trencar les parets que envolten l'òvul.

Espermatozoide humà